# Sefton (Anglia)
Sefton – wieś w Anglii, w hrabstwie ceremonialnym Merseyside, w dystrykcie metropolitalnym Sefton. Leży 12 km na północ od centrum Liverpool i 294 km na północny zachód od Londynu. W 2001 miejscowość liczyła 772 mieszkańców.

## Współpraca
Miejscowość partnerska:
- Mons, Belgia